# 薛怀义
薛怀义（636年—694年12月25日），武则天男宠。京兆鄠县（今陕西省户县）人，本名冯小宝。

## 生平
冯小宝受千金公主推荐成为武则天的男宠。为掩人耳目，在武则天的安排下出家为僧，并改姓薛与太平公主的丈夫薛绍合族。
垂拱初年，说服武则天于故汉魏洛阳城西原址修复故白马寺。寺院建成后，薛怀义自为寺主，并且因此被封为正三品左武卫大将军、梁国公，甚至多次担任大总管，率军远征突厥，而且他每次出兵，突厥都已预先退兵，薛怀义以此居功。690年，武则天又进封他为右卫辅国大将军、鄂国公。
因其后来日益骄倨，令武则天恶之，下令太平公主择膂力妇人数十人，密防虑之。有人告发他有图谋不轨，太平公主令壮士缚而缢杀之，以辇车载尸送至白马寺。其侍者僧徒，看到这种情况皆流窜远处。